# Широкое (Лиманский район)
Широкое (укр. Широке) — село, относится к Лиманскому району Одесской области Украины.
Население по переписи 2001 года составляло 61 человек. Почтовый индекс — 67530. Телефонный код — 4855. Занимает площадь 0,28 км². Код КОАТУУ — 5122781704.

## Местный совет
67530, Одесская обл., Лиманский р-н, с. Калиновка, ул. Центральная